# Nicolas Dezède
Nicolas-Alexandre Dezède, né à Lyon vers 1740, mort à Paris le 11 septembre 1792 est un compositeur français.

## Biographie
De parents inconnus, on le dit fils illégitime de Frédéric II de Prusse.
L'orthographe des noms n'étant pas fixe à cette époque, son nom a connu de multiples formes de son vivant : Nicolas-Alexandre, Nicolas-Alexander, Alexandre; De Zède, Dezèdes, Desaide, Dezaides, Desaides, Des Aides, De Zaides, D’hézeide, et même D.Z.
Il fit représenter sur la scène italienne à Paris un grand nombre d'opéras-comiques, dont plusieurs ont eu la vogue. Il fut au service du duc des Deux-Ponts de 1749 à 1790.
Franc-maçon, il fut initié à la loge des Neuf Sœurs à Paris.

## Œuvres

### Principaux opéras
- Julie (28 septembre 1772) ;
- L'Erreur d'un moment (1773) ;
- Les Trois Fermiers (1777) ;
- Blaise et Babet (1783) ;
- Péronne sauvée (1783) ;
- Alexis et Justine (1785).

### Autres œuvres
- 6 Sonates pour harpe, op. 2